# Luis Manuel Orejuela
Pour les articles homonymes, voir Orejuela.
Luis Manuel Orejuela, né le 20 août 1995 à Cali, est un footballeur colombien. Il évolue au poste de arrière droit à l'Independiente Medellín, en prêt de São Paulo FC.

## Biographie

### En club
Avec l'équipe du Deportivo Cali, il participe à la Copa Libertadores et à la Copa Sudamericana.
Il s'engage pour une durée de cinq ans en faveur de l'Ajax Amsterdam en août 2017.

### En équipe nationale
Avec l'équipe de Colombie des moins de 20 ans, il participe au championnat sud-américain des moins de 20 ans en 2015. Lors de cette compétition, il joue sept matchs. La Colombie se classe deuxième du tournoi, derrière l'Argentine.

## Palmarès
- Champion de Colombie en 2015 (Tournoi d'ouverture) avec le Deportivo Cali